# Kallstadt
Kallstadt is een dorp in de Duitse deelstaat Rijnland-Palts en maakt deel uit van de Landkreis Bad Dürkheim.
Kallstadt telt 1.214 inwoners.
Het plaatsje ligt 5 km ten noorden van Bad Dürkheim, aan de Bundesstraße 271.
Voornaamste middel van bestaan is de wijnbouw.

## Bestuur
De plaats is een Ortsgemeinde en maakt deel uit van de Verbandsgemeinde Freinsheim.

## Geschiedenis
Op de plaats van het huidige Kallstadt lag, zoals uit archeologische onderzoeken bleek, ten tijde van het Romeinse Rijk, van 79 v.Chr. tot 383 een nederzetting van enige betekenis. Een Frankisch clanhoofd, een zekere Chagilo, zou er omstreeks 500 een nieuwe nederzetting hebben gesticht. In 824 wordt Kallstadt als Cagelenstat voor het eerst in een document vermeld.  Hoewel de plaatsnaam anders doet vermoeden, heeft Kallstadt nimmer stadsrechten verkregen. 
In de daarop volgende eeuwen deelde Kallstadt de politieke lotgevallen van de Palts. Een adellijk geslacht, dat er eeuwenlang veel invloed had, was dat van Von Leiningen.

## Bezienswaardigheden
- De protestantse Salvatorkerk, midden in het dorp, gebouwd in de 13e of 14e eeuw, ingrijpend verbouwd in de 18e eeuw, heeft een bezienswaardig, rijk interieur, grotendeels in barokstijl.
- Op de top van de 497 meter hoge heuvel Peterskopf, die in de gemeente Kallstadt ligt, staat de Bismarckturm, een in 1903 in Neoromaanse architectuurstijl gebouwde uitzichttoren.
- Kallstadt ligt aan de Deutsche Weinstraße. Zoals in veel plaatsjes in deze streek, zijn er te Kallstadt ieder najaar enkele wijnfeesten en een traditionele kermis.

## Afbeeldingen

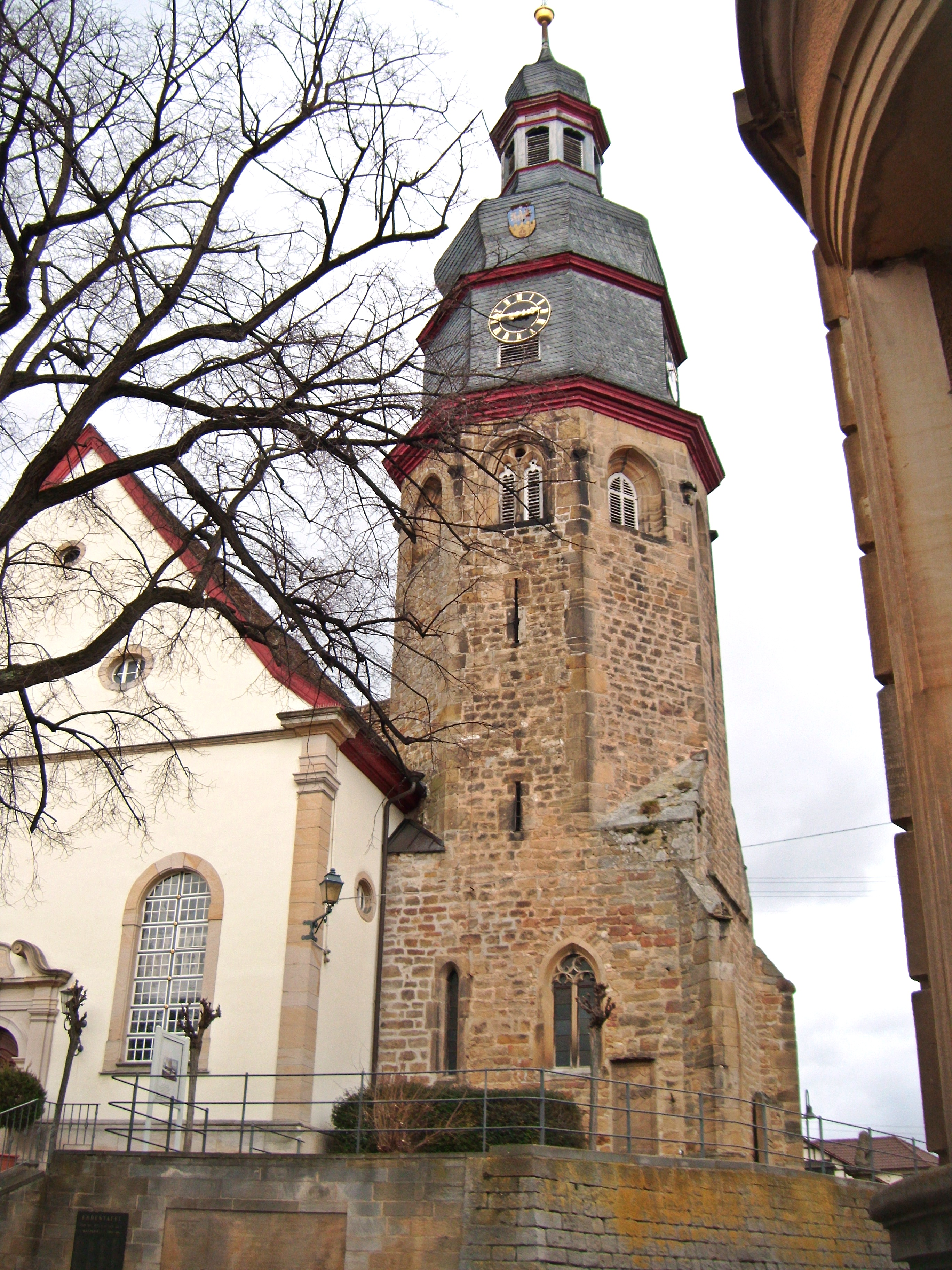
Salvatorkirche Kallstadt van het zuiden uit gezien. Rechts de gotische koortoren, links het barokke schip
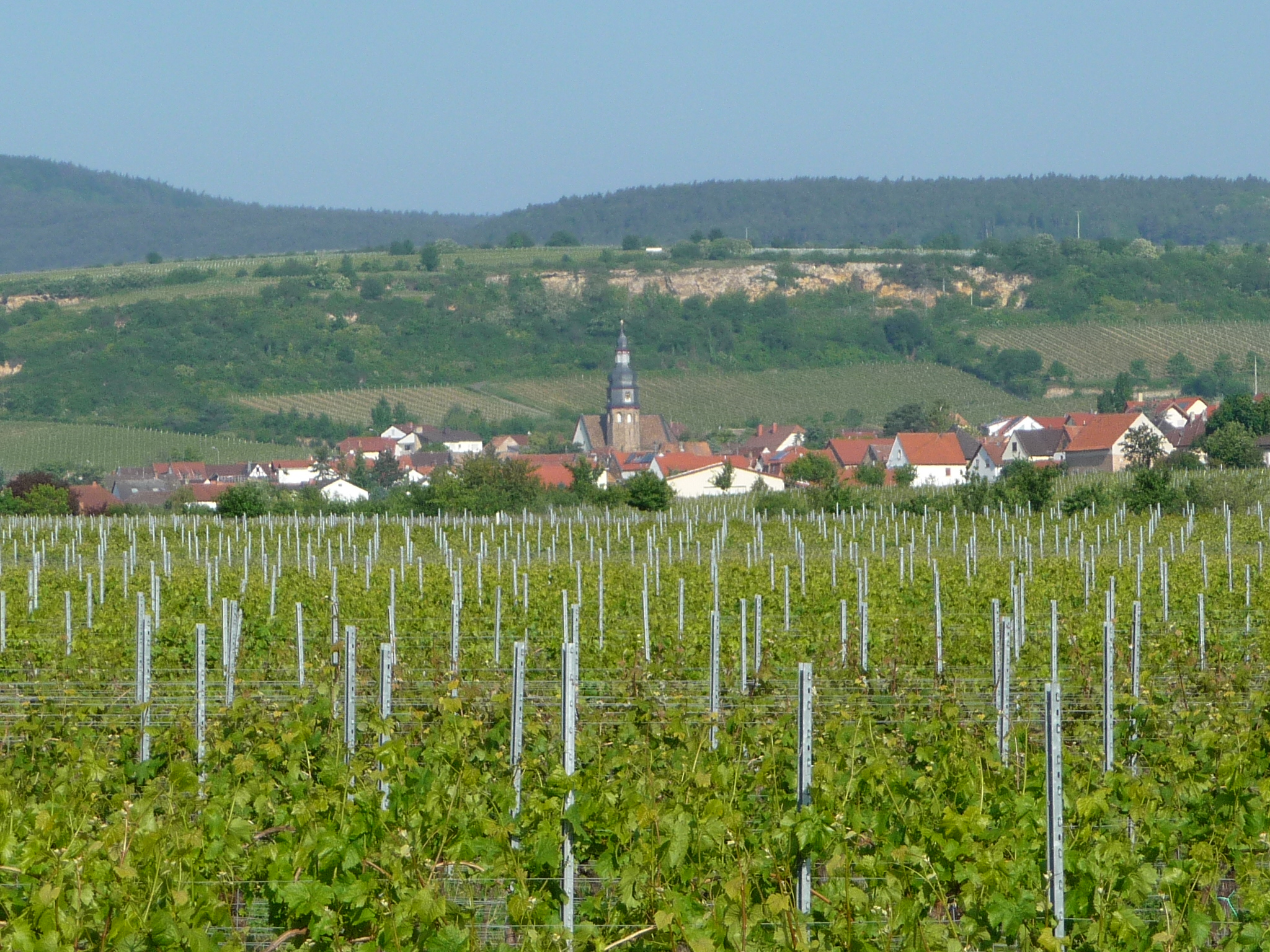
Kallstadt te midden van de wijngaarden
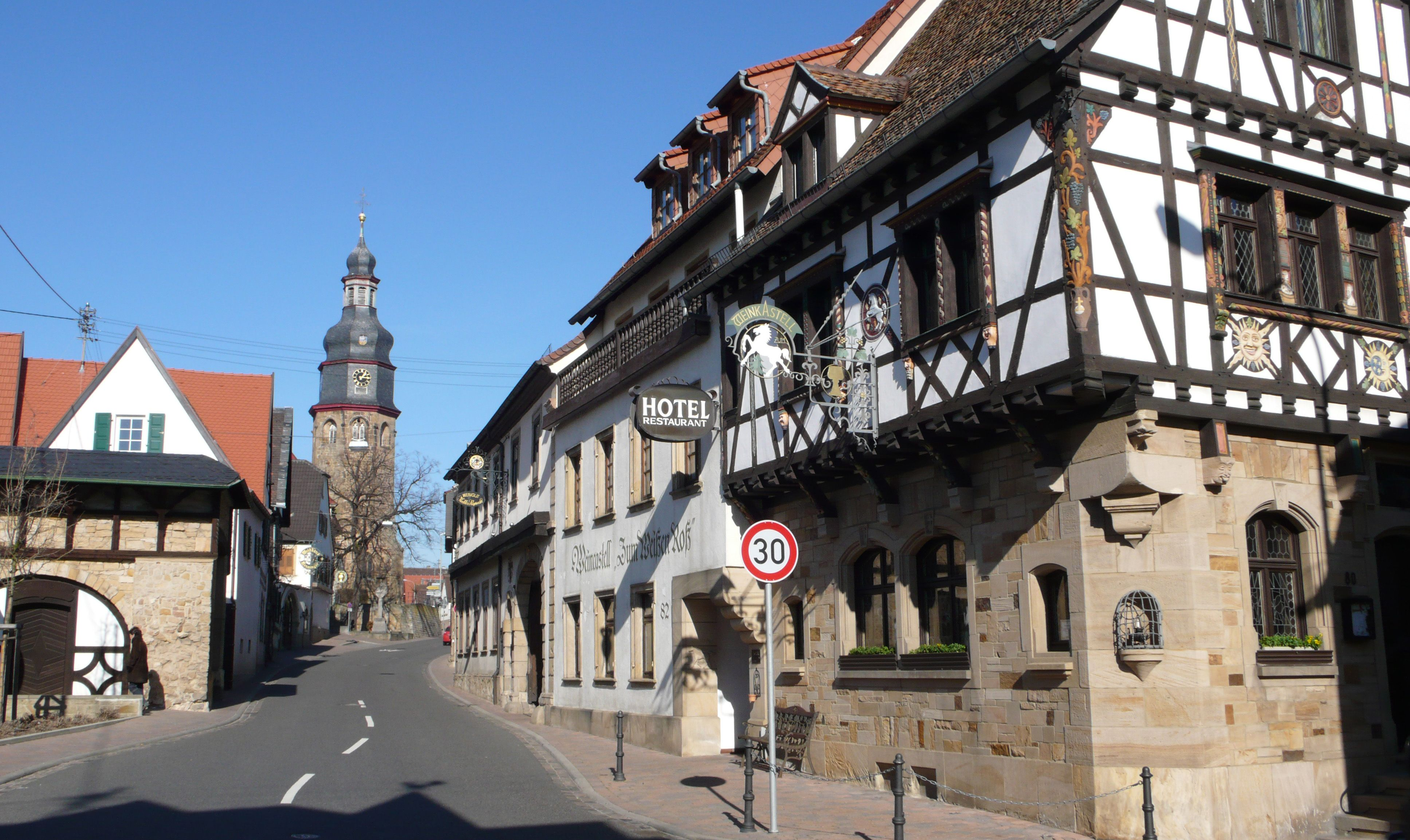
Kallstadt, Hauptstraße
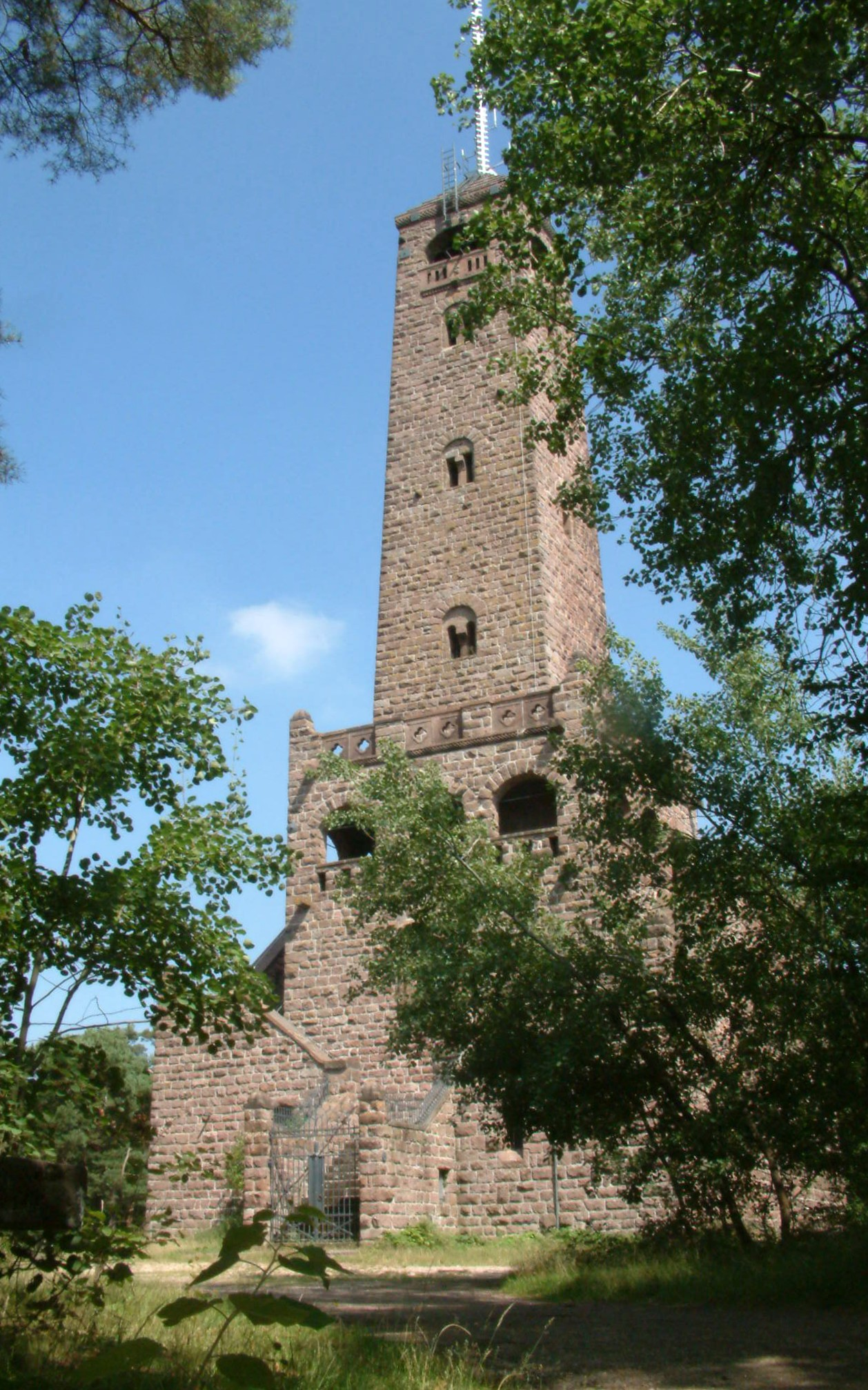
Bismarckturm

## Trivia
Kallstadt is de geboorteplaats van Friedrich (Frederick) Trump (1869-1918), die later naar de Verenigde Staten emigreerde. Hij was een grootvader van de latere Amerikaanse president Donald Trump. Deze laatste bekostigde in 2001 uit privé-middelen een bijdrage ad $ 5.000 voor de restauratie van de Salvatorkerk.
Ook de vader van de oprichter van het sauzenconcern Heinz, Henry John Heinz, komt van oorsprong uit Kallstadt, en was een (zeer verre) verwant van Friedrich Trump.
Altleiningen ·
Bad Dürkheim ·
Battenberg ·
Bissersheim ·
Bobenheim am Berg ·
Bockenheim an der Weinstraße ·
Carlsberg ·
Dackenheim ·
Deidesheim ·
Dirmstein ·
Ebertsheim ·
Ellerstadt ·
Elmstein ·
Erpolzheim ·
Esthal ·
Forst an der Weinstraße ·
Frankeneck ·
Freinsheim ·
Friedelsheim ·
Gerolsheim ·
Gönnheim ·
Großkarlbach ·
Grünstadt ·
Haßloch ·
Herxheim am Berg ·
Hettenleidelheim ·
Kallstadt ·
Kindenheim ·
Kirchheim an der Weinstraße ·
Kleinkarlbach ·
Lambrecht ·
Laumersheim ·
Lindenberg ·
Meckenheim ·
Mertesheim ·
Neidenfels ·
Neuleiningen ·
Niederkirchen bei Deidesheim ·
Obersülzen ·
Obrigheim ·
Quirnheim ·
Ruppertsberg ·
Tiefenthal ·
Wachenheim an der Weinstraße ·
Wattenheim ·
Weidenthal ·
Weisenheim am Berg ·
Weisenheim am Sand